# Förvaltningsområdet för finska
Förvaltningsområdet för finska omfattar de kommuner i Sverige där de finskspråkiga invånarna (sverigefinnarna) har vissa lagstadgade språkliga rättigheter.

## Innebörd
De sverigefinnar som bor i ett område inom förvaltningsområdet för finska har uttrycklig rätt att använda sitt modersmål i offentliga sammanhang, bland annat inför myndigheter och domstolar. Det föreskrivs särskilt, att rätten att få använda det egna modersmålet är inte beroende av den enskilde individens kunskapsnivå i majoritetsspråket. Myndigheterna skall se till att det anställs personal med kunskaper i finska. Sverigefinnar som bor inom ett finskt förvaltningsområde har därtill rätt till att få såväl äldreomsorg som förskoleverksamhet på finska.

## Bakgrund
I Sverige bodde den 31 december 2003 cirka 359 659 personer med rötter i Finland. Av dessa personer med rötter i Finland (sverigefinländarna) uppskattar, docent Eric De Geer vid Uppsala universitet, att cirka 80 % (239 773) härstammar från den finskspråkiga folkgruppen i Finland (finnarna) och cirka 20 % (59 943) härstammar från den svenskspråkiga folkgruppen i Finland (finlandssvenskarna).

## Folkrätten
Utgångspunkten för den nuvarande svenska minoritetspolitiken är Sveriges folkrättsliga åtaganden enligt Europarådets två konventioner rörande minoriteter: ramkonventionen om skydd för nationella minoriteter och den europeiska stadgan om landsdels- eller minoritetsspråk. 

## Omfattning

### Ursprunglig omfattning år 2000
Sverige fick den 1 april 2000 en lag om rätten att använda finska (muntligt och skriftligt) hos förvaltningsmyndigheter i fem kommuner:
- Gällivare kommun
- Haparanda kommun
- Kiruna kommun
- Pajala kommun
- Övertorneå kommun

### Utökningar 2010
Den 1 januari 2010 ersattes lagen från 2000 med en lag som även inkluderar förvaltningsområdena för meänkieli och samiska, dessutom utökades det finska förvaltningsområdet med ytterligare 18 kommuner (totalt 23 kommuner):
- Botkyrka kommun
- Eskilstuna kommun
- Hallstahammars kommun
- Haninge kommun
- Huddinge kommun
- Håbo kommun
- Köpings kommun
- Sigtuna kommun
- Solna kommun
- Stockholms kommun
- Södertälje kommun
- Tierps kommun
- Upplands Väsby kommun
- Upplands-Bro kommun
- Uppsala kommun
- Älvkarleby kommun
- Österåkers kommun
- Östhammars kommun

I det ursprungliga förslaget skulle ännu fler kommuner bli finskt förvaltningsområde, men Sveriges regering valde slutligen ut de kommuner som visat intresse.
Från och med 2010 kan kommuner ansöka hos regeringen att ingå i det förvaltningsområdet för finska och den 1 maj samma år anslöt sig tre kommuner (totalt 26 kommuner):
- Borås kommun
- Surahammars kommun
- Västerås kommun

Det finns även 12 regioner som ingår i förvaltningsområdet för finska och dessa är:
- Region Dalarna
- Region Gävleborg
- Region Jämtland Härjedalen
- Region Norrbotten
- Region Stockholm
- Region Sörmland
- Region Uppsala
- Region Västerbotten
- Region Västmanland
- Region Örebro län
- Region Östergötland
- Västra Götalandsregionen

### Utökning 2011
Den 1 februari 2011 tillkom sex kommuner (totalt 32 kommuner):
- Göteborgs kommun
- Hofors kommun
- Kalix kommun
- Skinnskattebergs kommun
- Sundbybergs kommun
- Umeå kommun

### Utökning 2012
Den 1 februari 2012 tillkom åtta kommuner (totalt 40 kommuner):
- Gävle kommun
- Hällefors kommun
- Karlskoga kommun
- Lindesbergs kommun
- Norrköpings kommun
- Norrtälje kommun
- Skövde kommun
- Trollhättans kommun

### Utökning 2013
Den 1 februari 2013 tillkom åtta kommuner (totalt 48 kommuner):
- Borlänge kommun
- Enköpings kommun
- Finspångs kommun
- Luleå kommun
- Motala kommun
- Sandvikens kommun
- Uddevalla kommun
- Örebro kommun

### Utökning 2014
Den 1 februari 2014 tillkom fyra kommuner (totalt 52 kommuner). Detta innebar att  över 56 procent, totalt 400 000, av Sveriges då 710 000 svenskar med finsk bakgrund var bosatta inom det förvaltningsområdet för finska. De nya kommunerna var
- Degerfors kommun
- Fagersta kommun
- Sundsvalls kommun
- Trosa kommun

### Utökning 2015
Den 1 februari 2015 tillkom sju kommuner (totalt 59 kommuner):
- Ludvika kommun
- Malmö kommun
- Mariestads kommun
- Nykvarns kommun
- Oxelösunds kommun
- Smedjebackens kommun
- Trelleborgs kommun

### Utökning 2018
Den 1 februari 2018 tillkom fyra kommuner (totalt 63 kommuner):
- Gislaveds kommun
- Järfälla kommun
- Skellefteå kommun
- Söderhamns kommun

### Utökning 2019
Den 1 februari 2019 tillkom tre kommuner (totalt 66 kommuner):
- Kramfors kommun
- Laxå kommun
- Örnsköldsviks kommun